# Alejandro Cao de Benós
Alejandro Cao de Benós (ur. 1974 w Tarragonie) – hiszpański aktywista komunistyczny, założyciel i przewodniczący Stowarzyszenia Przyjaźni Koreańskiej.
Pochodzi z arystokratycznej rodziny. Wspiera Koreę Północną od 1990 roku. W listopadzie 2000 założył Stowarzyszenie Przyjaźni Koreańskiej (Korean Friendship Association, KFA). Dwa lata później otrzymał nominację na stanowisko przedstawiciela północnokoreańskiego Komitetu Stosunków Międzykulturowych.

## Kawiarnia
Alejandro Cao de Benós założył kawiarnię „Pyongyang Cafe” w mieście Tarragona w Hiszpanii. Jej wystój jest stylizowany na KRLD.

## Odznaczenia
- Order Flagi Narodowej
- Order Przyjaźni